# Sentier de grande randonnée de pays Tour du Val d'Azun
Le sentier de grande randonnée de pays Tour du Val d'Azun ou GRP Tour du Val d'Azun est un itinéraire pédestre long de 63 km situé dans les Baronnies, département des Hautes-Pyrénées en région Occitanie, il est divisé en 5 km boucles de 11 km à 16 km.
Le balisage du GRP est assuré avec l'appui technique du Comité départemental de la Fédération française de Randonnée pédestre et du Département des Hautes-Pyrénées.

## Situation
Bien que la plus grande partie du parcours se situe sur le territoire de la communauté de communes Pyrénées Vallées des Gaves une portion de la boucle se situe sur la communauté de communes du Pays de Nay.
Le Tour du Val d'Azun est un itinéraire circulaire de 63 km à 70 km, qui traverse le territoire dit du val d'Azun et les vallées d'Estaing, d'Arrens, d'Ouzom et du Bergons.
Il se trouve dans les massifs du Granquet,  du Gabizos et du Pic-du-Midi-d'Arrens.
Enclave de collines, forêts, petites communes de montagne, vallons et vallées élevés ; et qui se situe entre les vallées d'Estrèm de Salles au nord et de la rivière de Saint-Savin à l'est.
C'est un parcours GRP (Grande Randonée de Pays) entièrement balisé jaune-rouge, selon les normes de la Charte officielle de balisage de la Fédération française de randonnée pédestre. C'est un circuit en boucle avec des chemins circulaires en variante, destinés à découvrir une région en moyenne montagne.

### Circuit

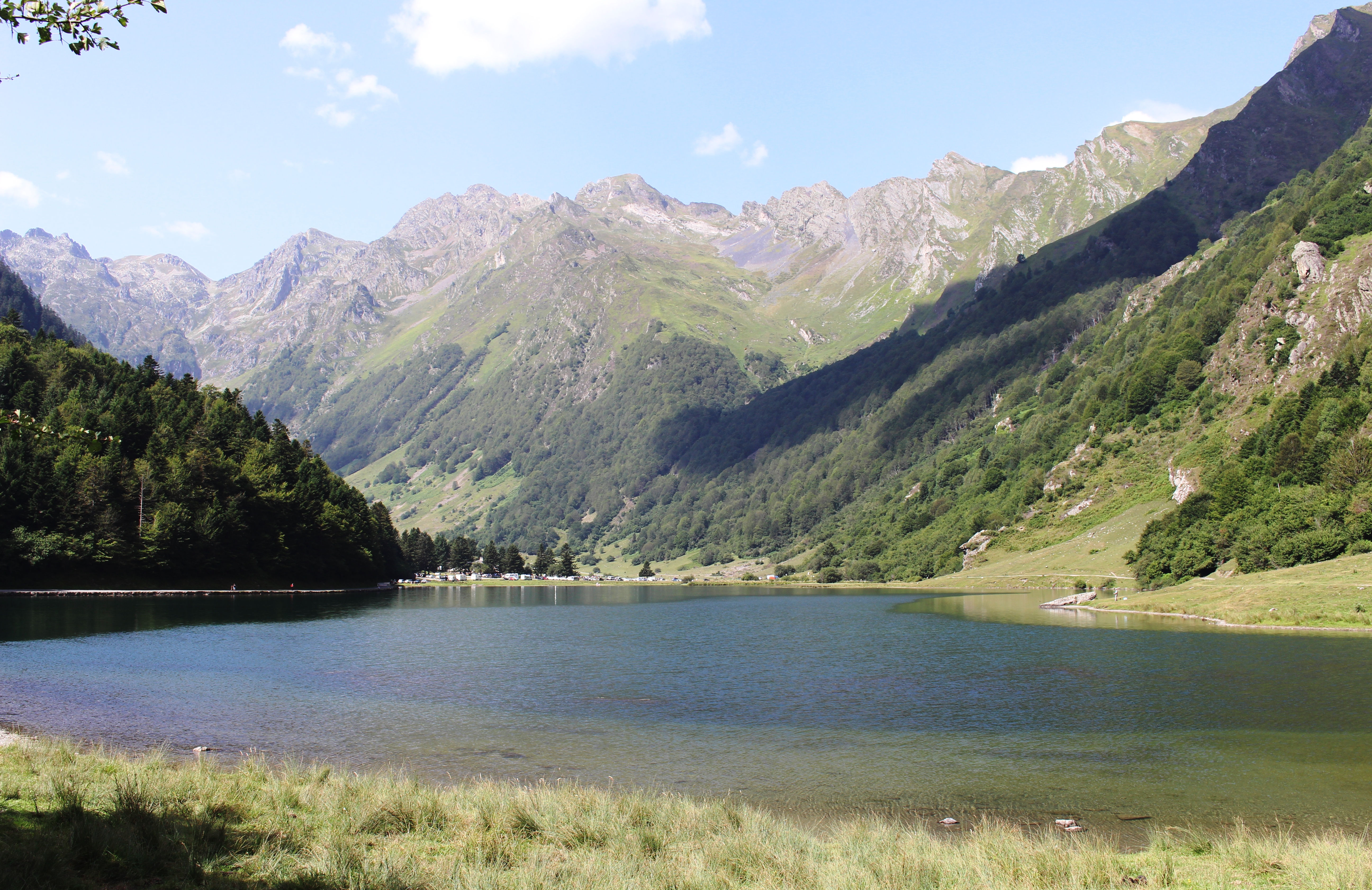
Lac d'Estaing

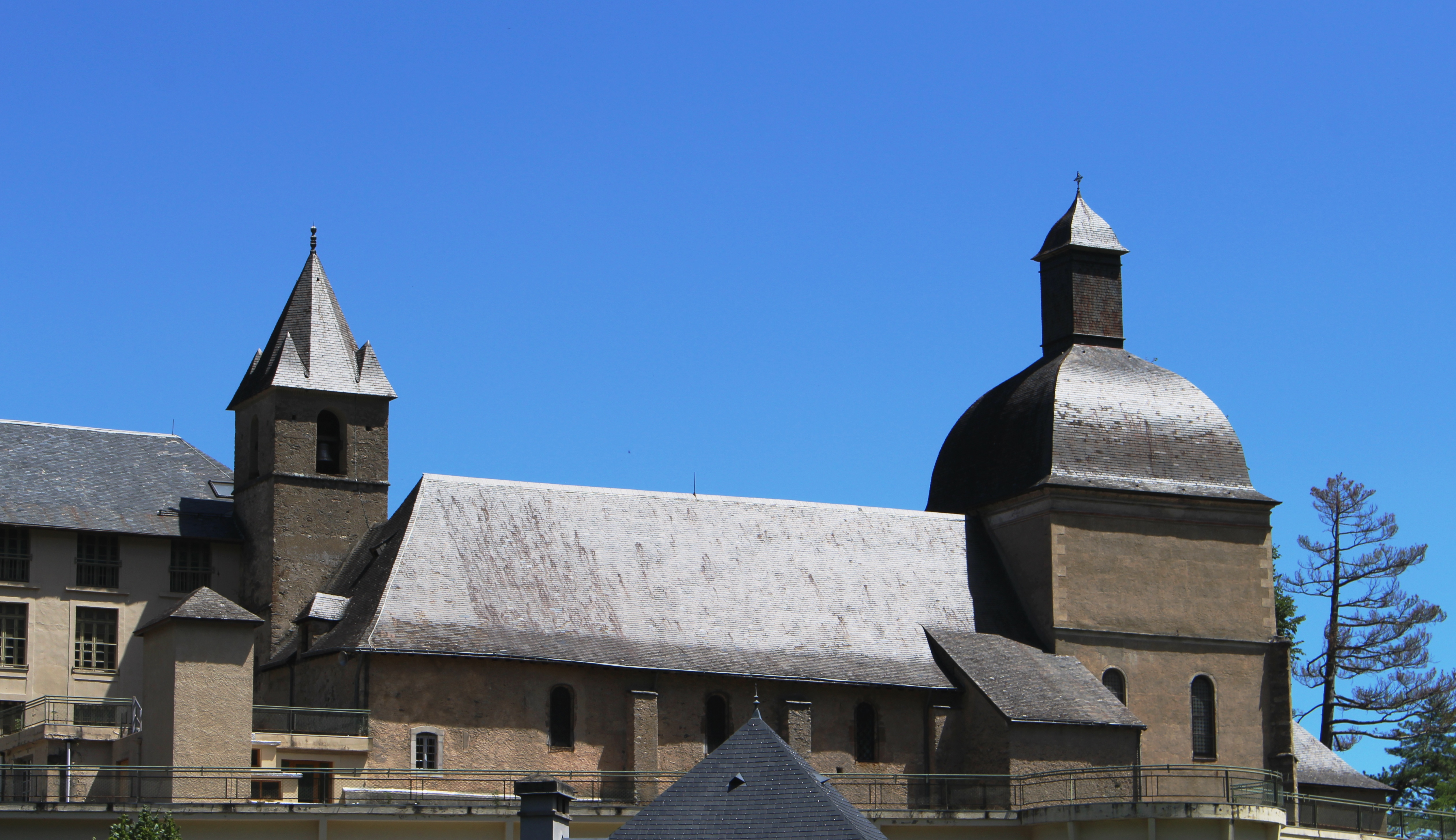
Chapelle Notre-Dame de Pouey-Laün

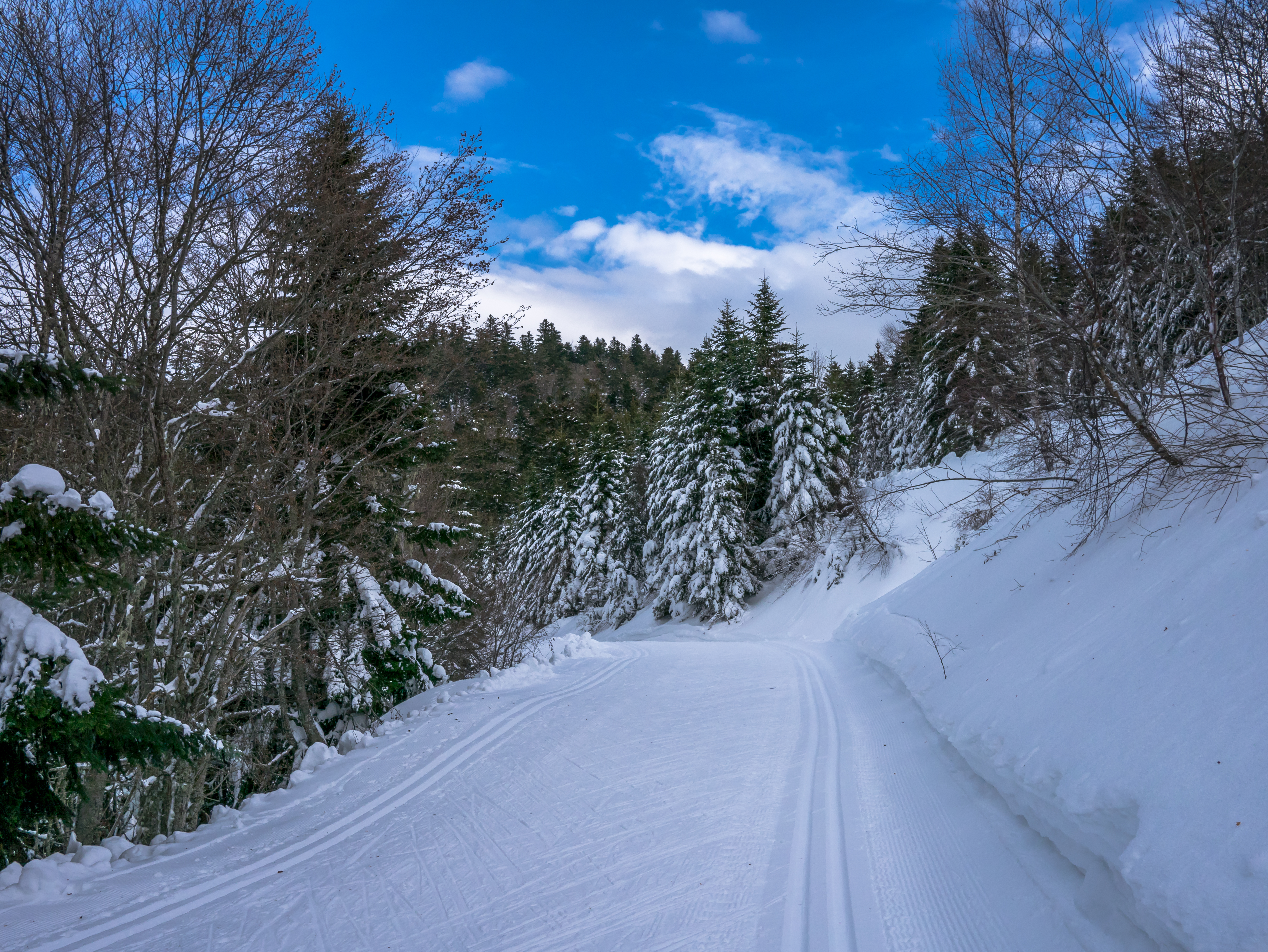
Station de ski du Val d'Azun

- Arras-en-Lavedan
- Sireix
- Estaing
- Viellette
- Lac d'Estaing
- Viellette
- Turon des Aulhès
- Arrens-Marsous
- Chapelle Notre-Dame de Pouey-Laün
- Col de Saucède
- Arbéost
- Col de Soum
- Col de Bazès
- Refuge du Haugarou
- Station de ski du Val d'Azun
- Col de Couret
- Col de Liar
- Arcizans-Dessus
- Arras-en-Lavedan

## Un itinéraire en 5 étapes
| Numéro de l'étape | Lieu de départ     | Lieu d'arrivée     | Distance | Durée indicative |
| ----------------- | ------------------ | ------------------ | -------- | ---------------- |
| 1                 | Arras-en-Lavedan   | Viellette          | 11 km    | 5 h              |
| 2                 | Viellette          | Arrens-Marsous     | 16 km    | 8 h              |
| 3                 | Arrens-Marsous     | Arbéost            | 14 km    | 8 h              |
| 4                 | Arbéost            | Refuge du Haugarou | 11 km    | 8 h              |
| 5                 | Refuge du Haugarou | Arras-en-Lavedan   | 11 km    | 5 h              |

- 1ère Étape du Tour du Val d'Azun:

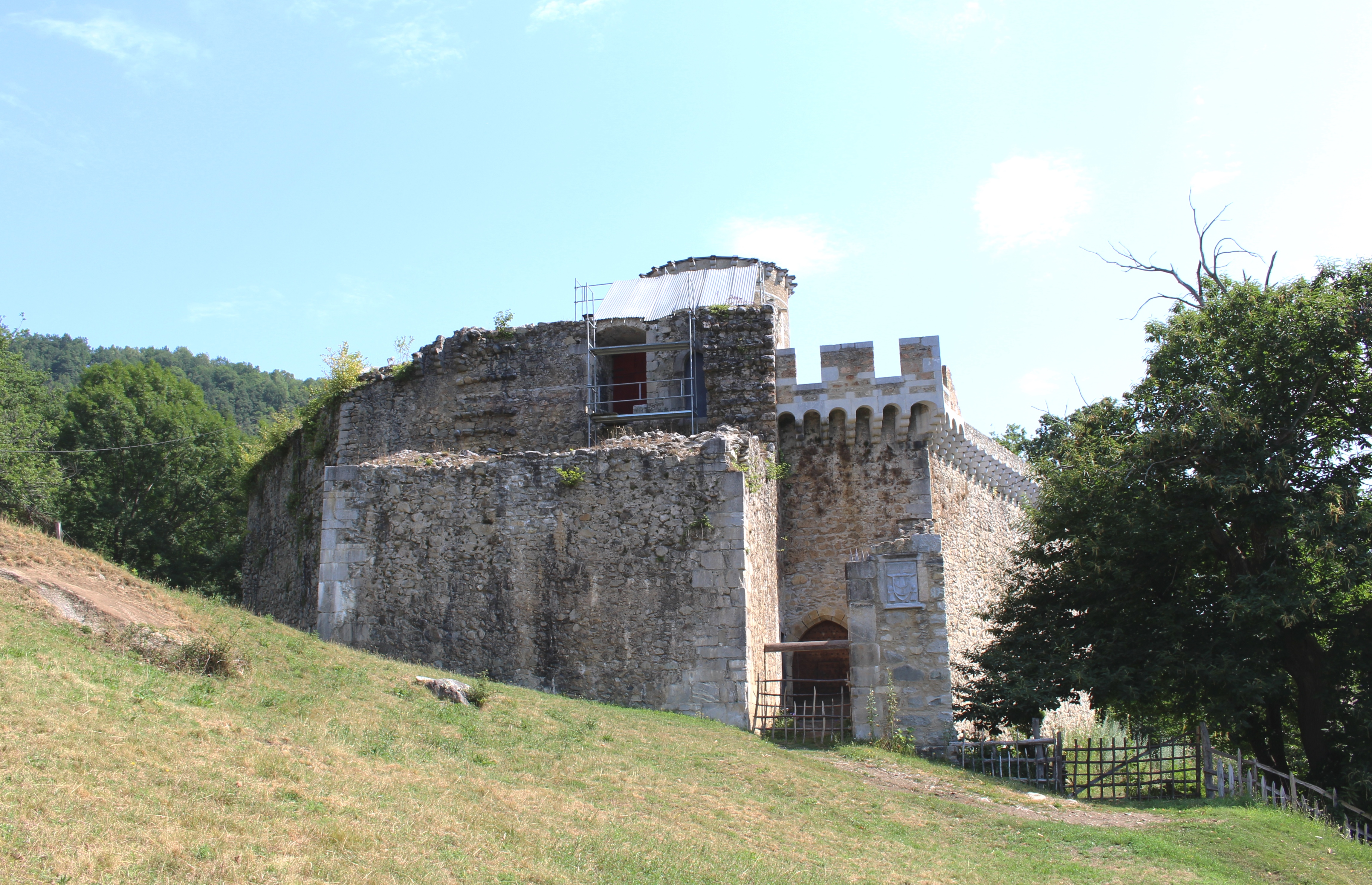
Château d'Arras-en-Lavedan

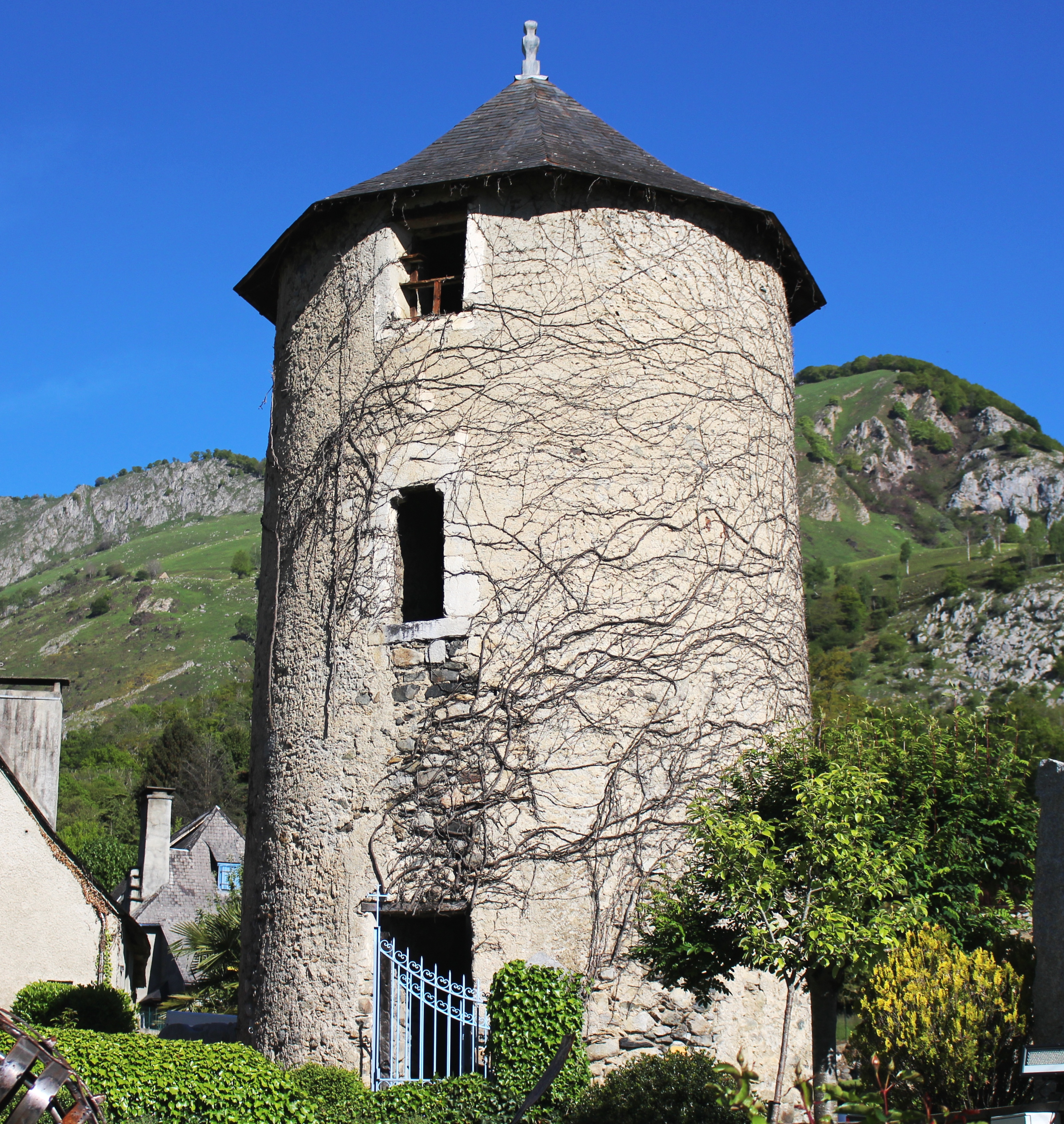
La Tour d'Arras-en-Lavedan.

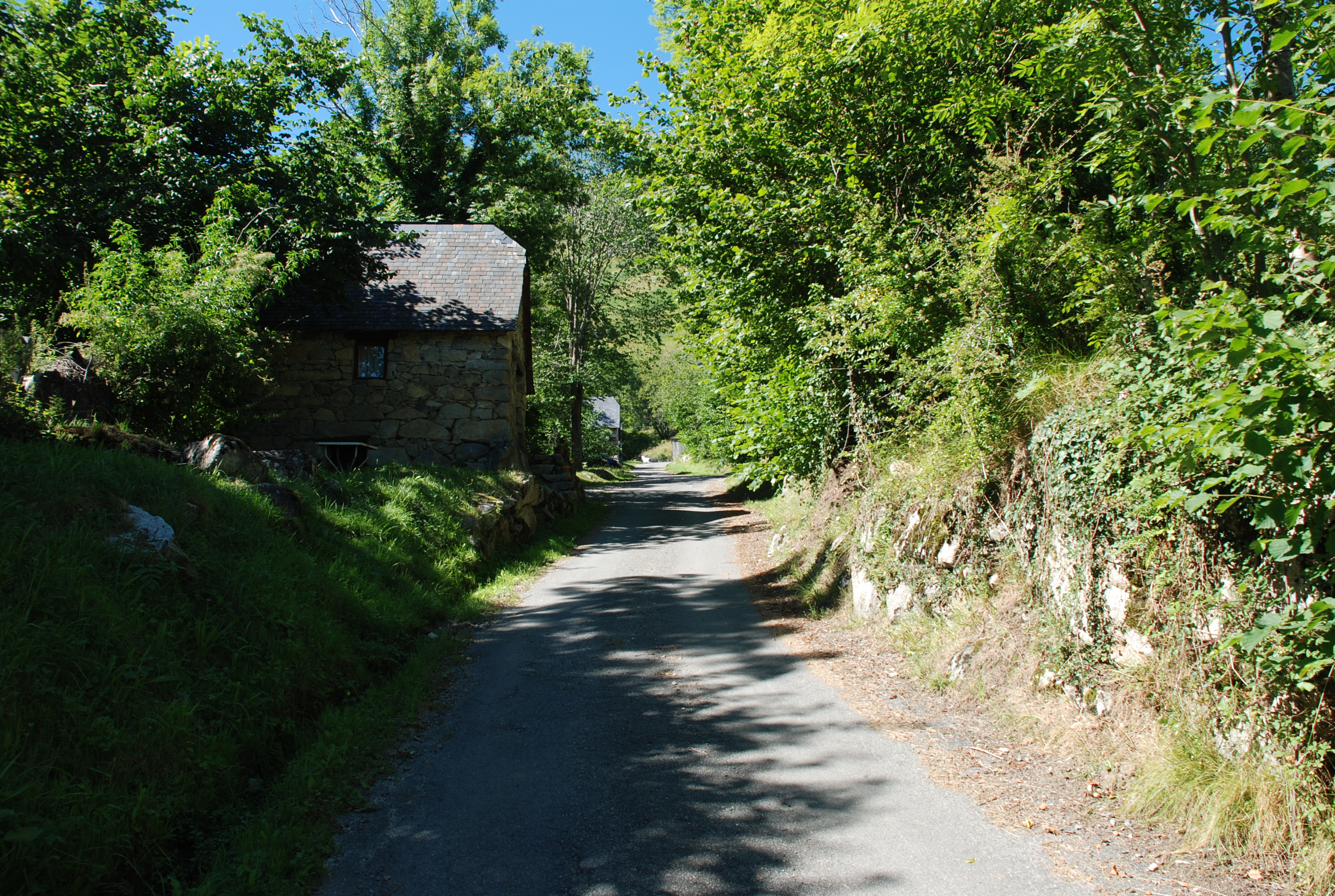
Chemin de Liar.

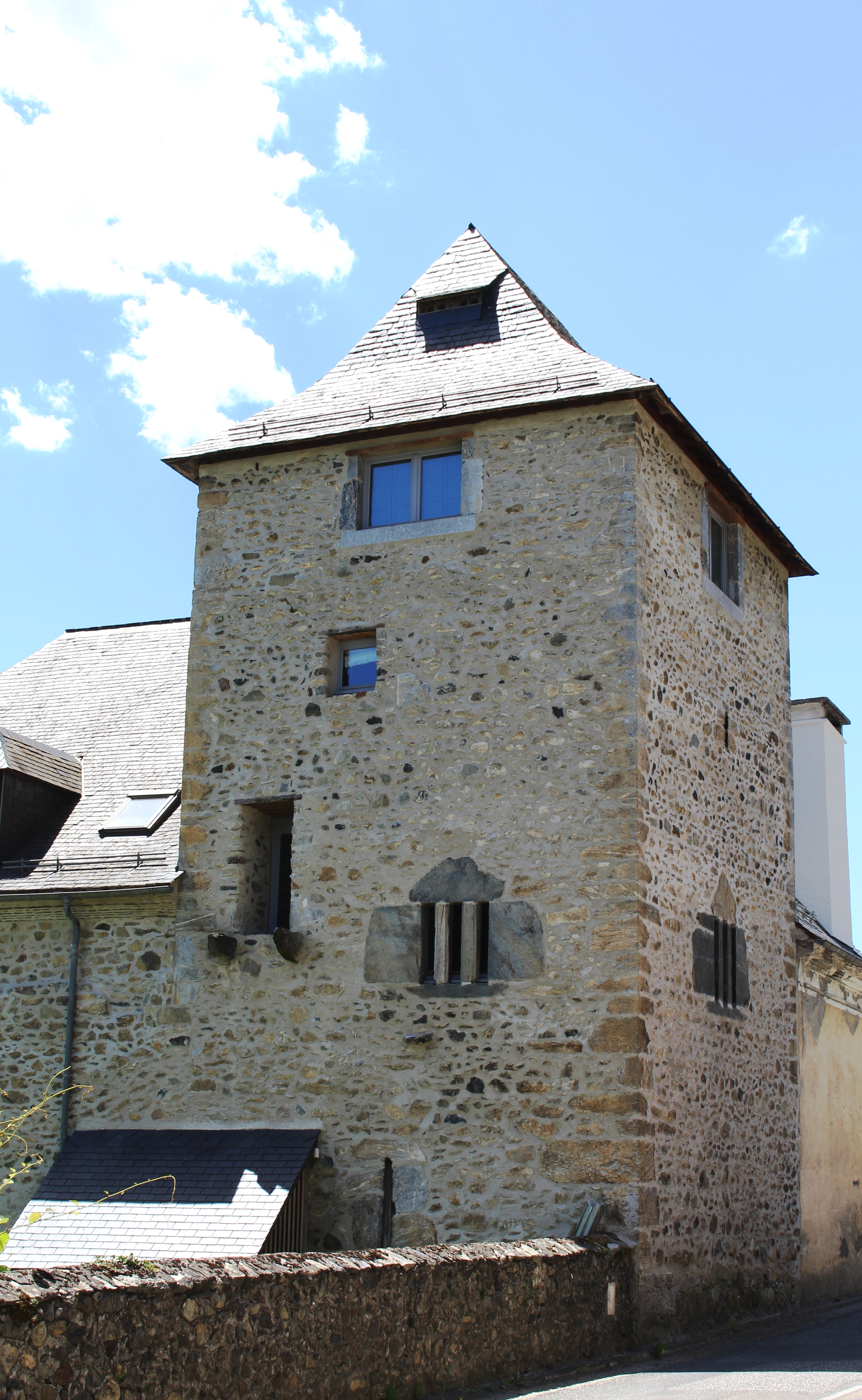
Tour d'Aucun.

La première étape part d'Arras-en-Lavedan jusqu'à Viellette en partie sud du gave d'Azun et depuis Sireix en parallèle du gave de Labat de Bun. 
- 2ème Étape du Tour du Val d'Azun :

La deuxième étape part du hameau de Viellette jusqu'à Arrens-Marsous. Le départ permet de faire une boucle jusqu'au lac d'Estaing et retour vers le hameau puis montée en direction du Courade det Mail et descente vers l’arboretum d'Arrens en coupant la route du col des Bordères.
- 3ème Étape du Tour du Val d'Azun :

La troisième étape part d'Arrens-Marsous jusqu'à Arbéost. L'étape la plus difficile du Tour, puisque c'est la plus longue avec la montée vers le col de Saucède sur les traces du GR10 puis la descente dans la vallée de l'Ouzom jusqu'au petit village d'Arbéost.
- 4ème Étape du Tour du Val d'Azun :

La quatrième étape part d'Arbéost jusqu'au refuge du Haugarou par le lac de Soum et le col de Bazès sur des chemins montagneux et des pistes forestières.
- 5ème Étape du Tour du Val d'Azun :

La cinquième étape part du refuge du Haugarou jusqu'à Arras-en-Lavedan en suivant les chemins de crête entre la vallée d'Azun et la vallée du Bergons puis descente au point de départ du Tour.

## Galerie d'images

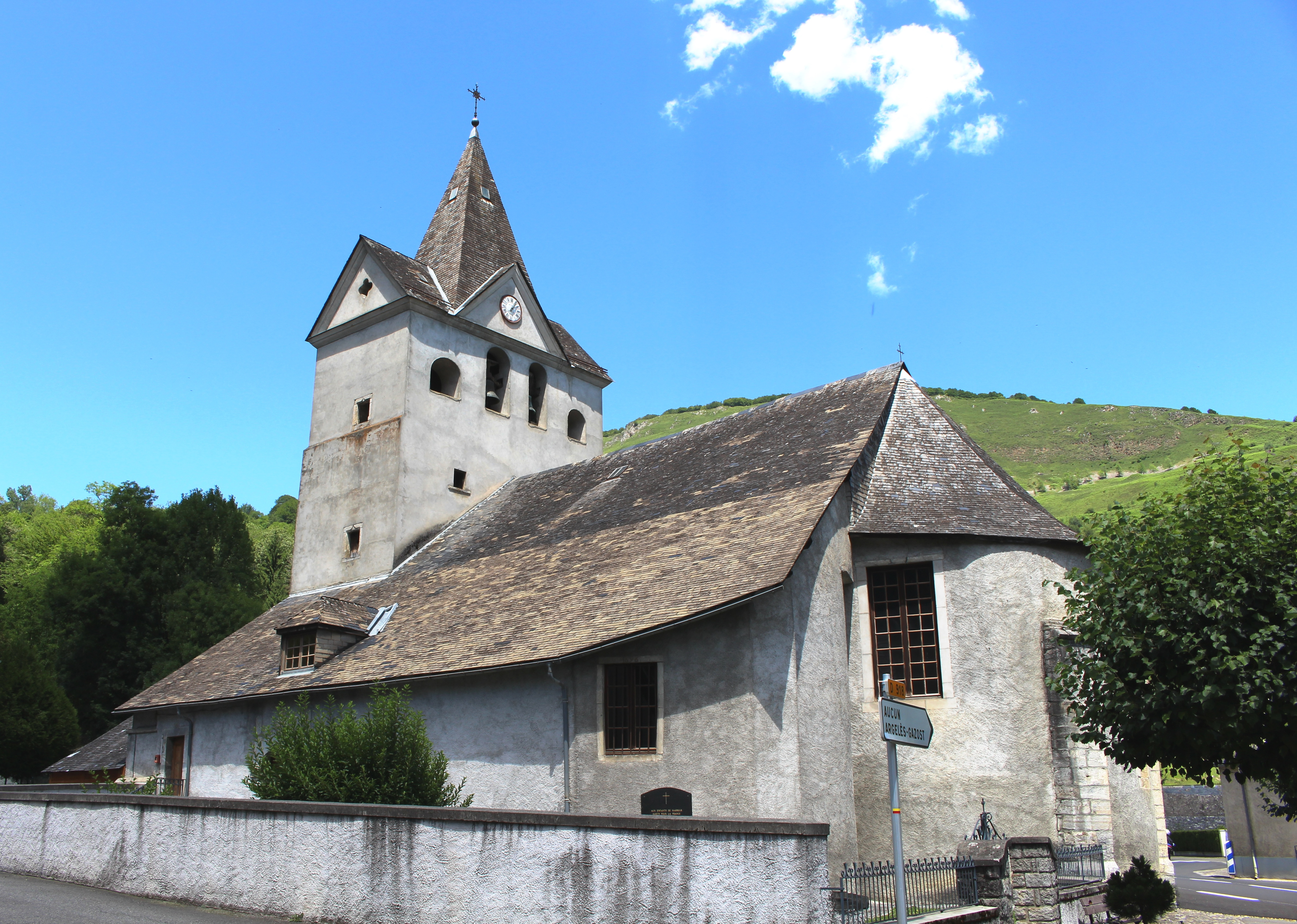
L'église de Marsous.
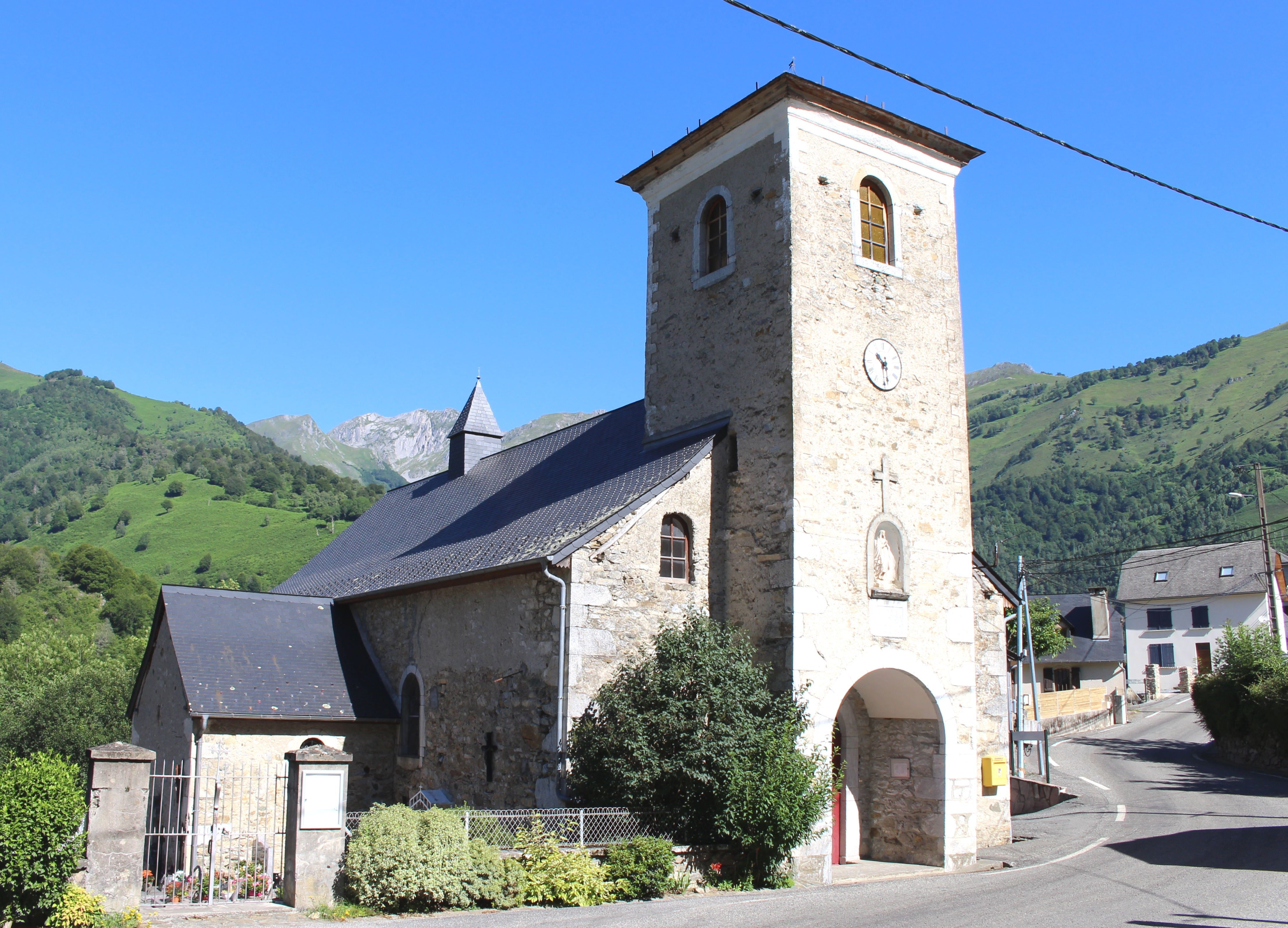
L'église d'Arbéost.
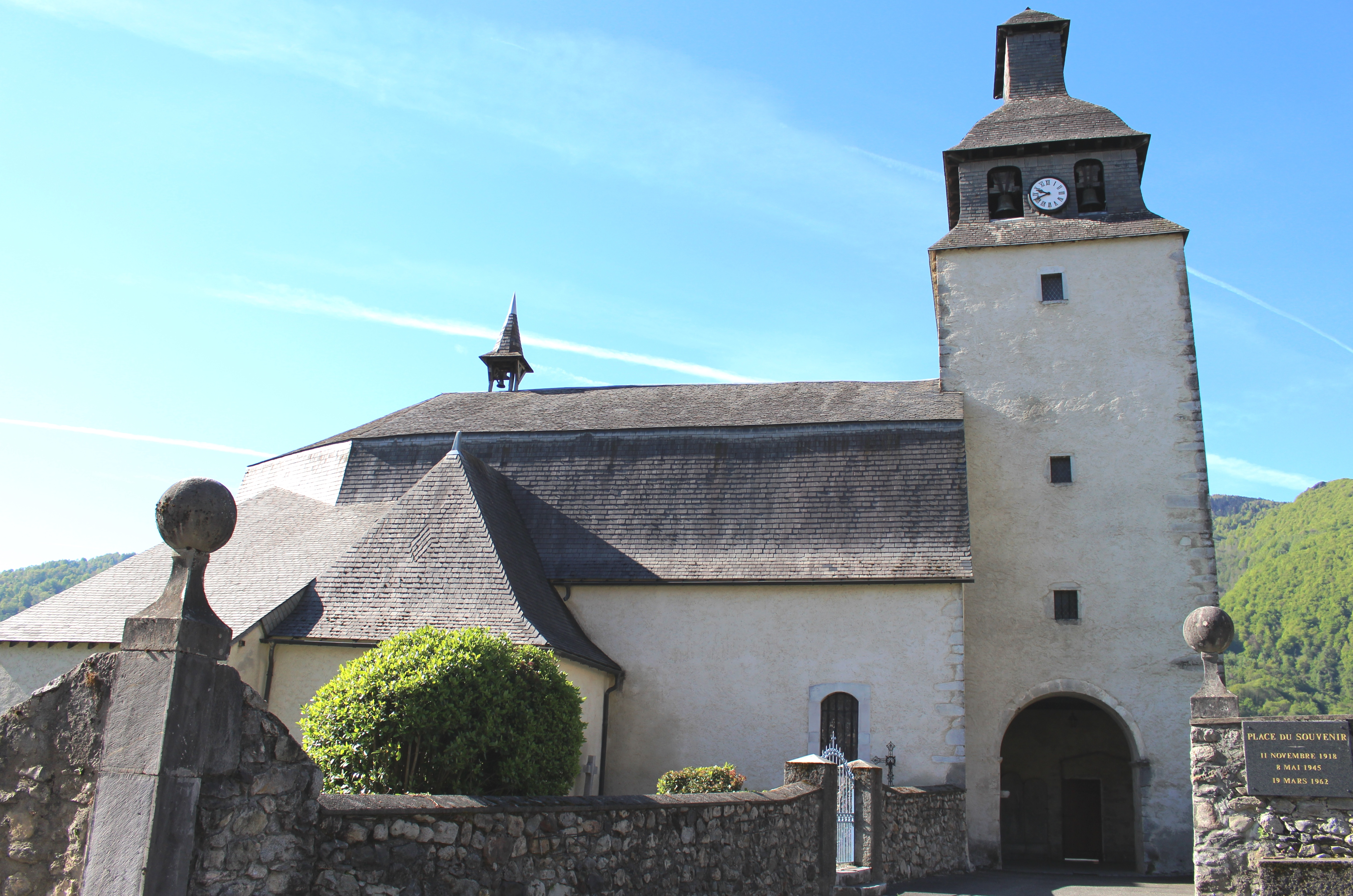
L'église d'Arras-en-Lavedan.
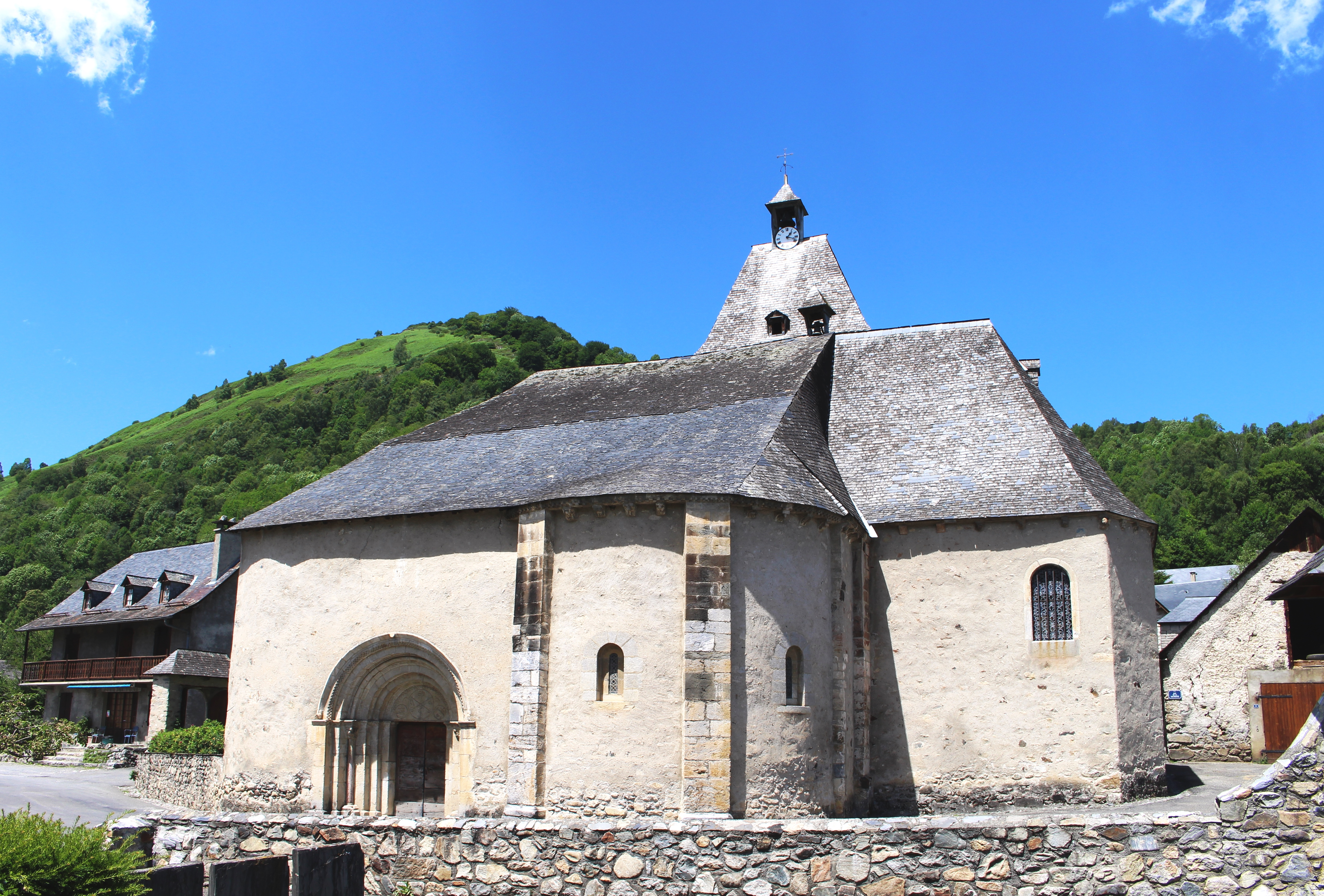
L'église Saint-Félix d'Aucun.

## Patrimoine visité
Ce sentier parcourt la région du Lavedan et ses caractéristiques : villages de caractère, vallées et vallons au pied des contreforts du parc national des Pyrénées.

## Sport
Le GRP emprunte une partie des pistes de la station de ski du Val d'Azun.

## Patrimoine naturel
Un relief complexe et une longue occupation humaine ont forgé une mosaïque de milieux d’une grande richesse biologique et des paysages exceptionnels ou l’on y trouve des lacs des cols et des sommets.

## Liaison avec d'autres sentiers
Sur plusieurs tronçons, le GRP partage son tracé avec différents sentiers de randonnée :

### Sentiers de grande randonnée
- GR 10, du col de Saucède jusqu'à l'arboretum d'Arrens-Marsous
- Sentier de grande randonnée 101, du refuge du Haugarou au col de Saucède par le col de Bazès, col de Soum et col du Soulor

### Sentiers promenade et randonnée
Le GRP fait le lien avec de nombreux sentiers de randonnée et sentiers de découverte :
- Le sentier de découverte du Pic de Bazès
- Le sentier de découverte du Bois du Sarrat de Grum
- Le sentier de découverte du Mont de Gez

## Galerie d'images

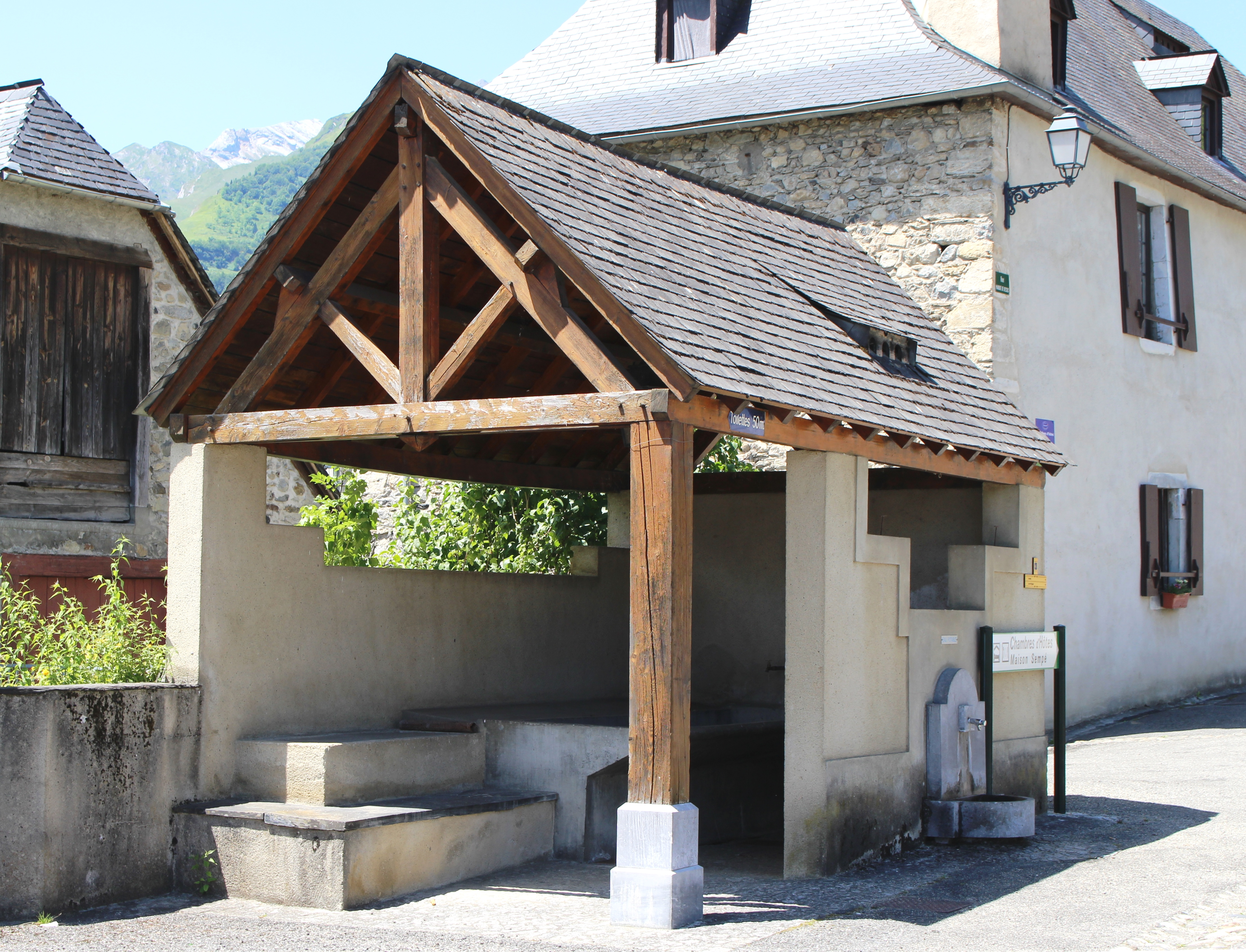
Lavoir d'Arrens-Marsous.
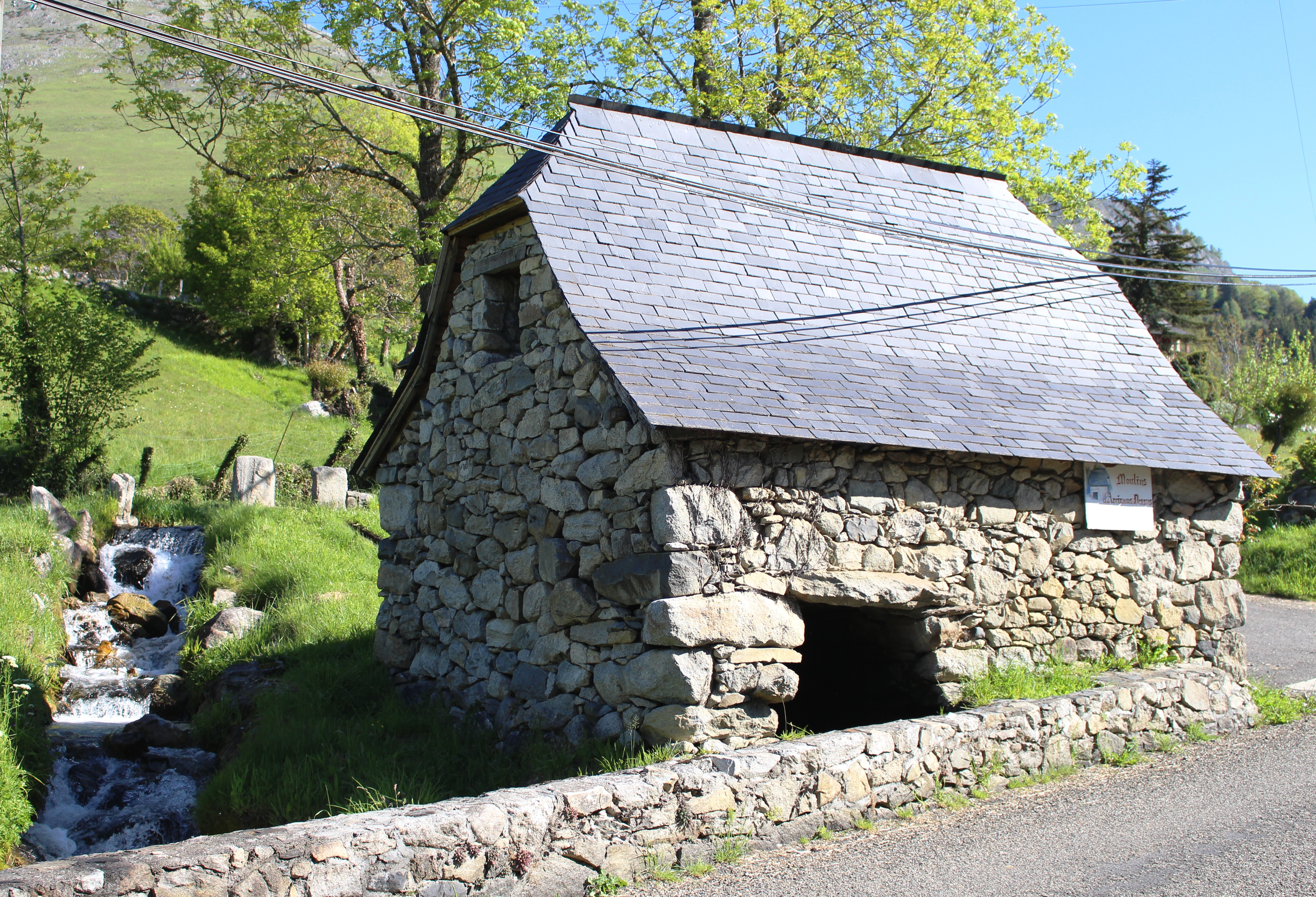
Moulin d'Arcizans-Dessus.
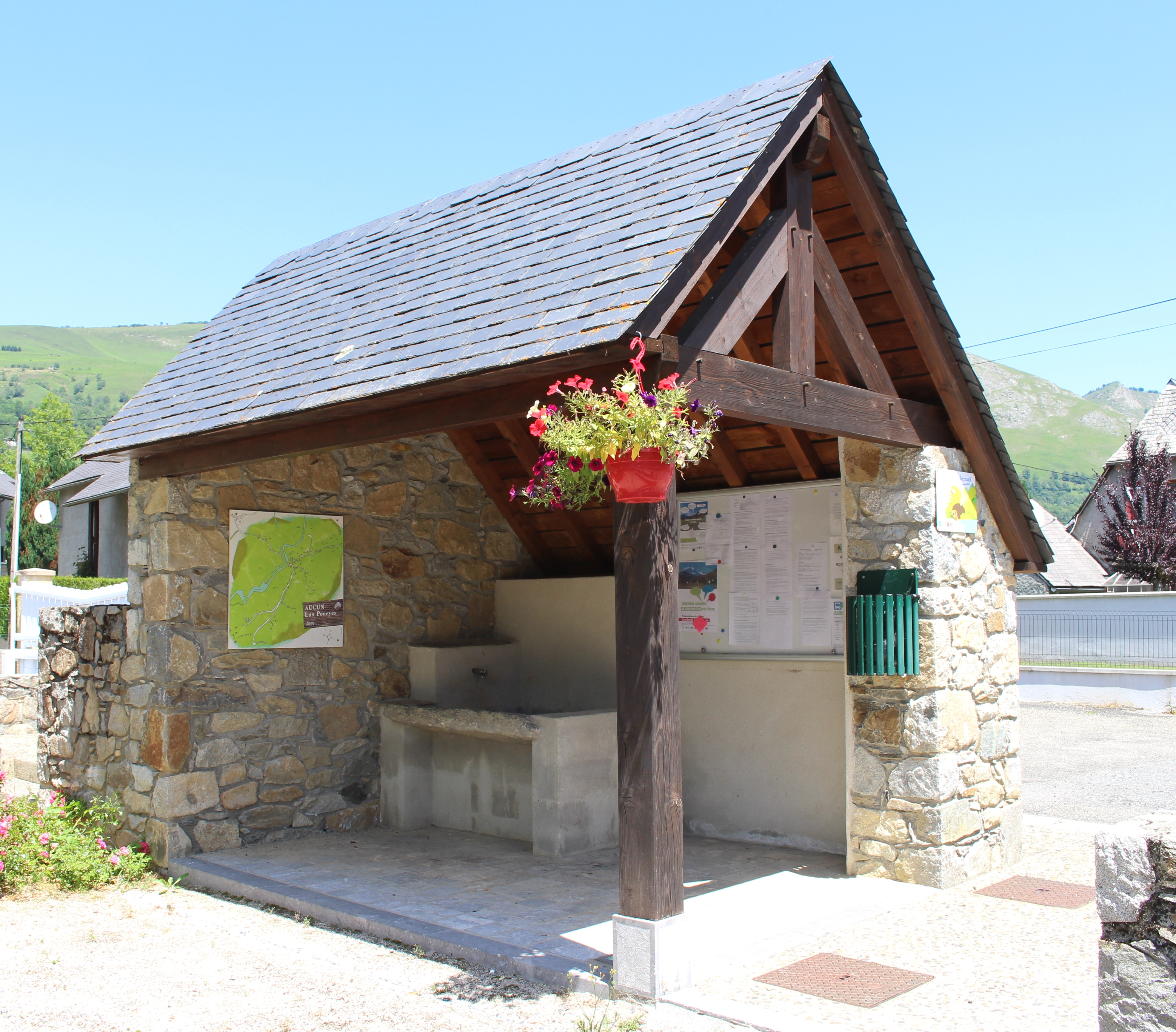
Lavoir d'Aucun.
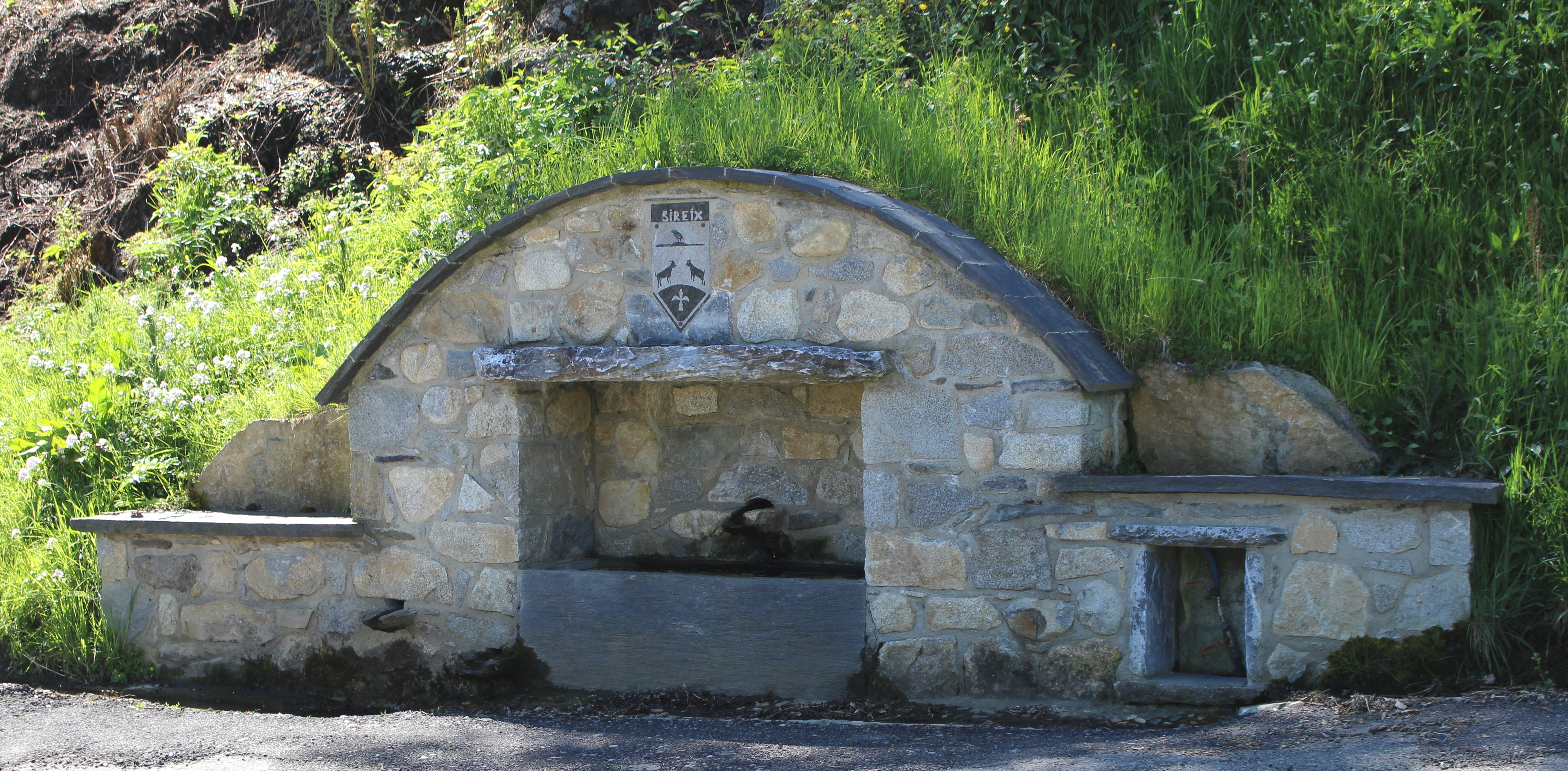
Fontaine de Sireix.
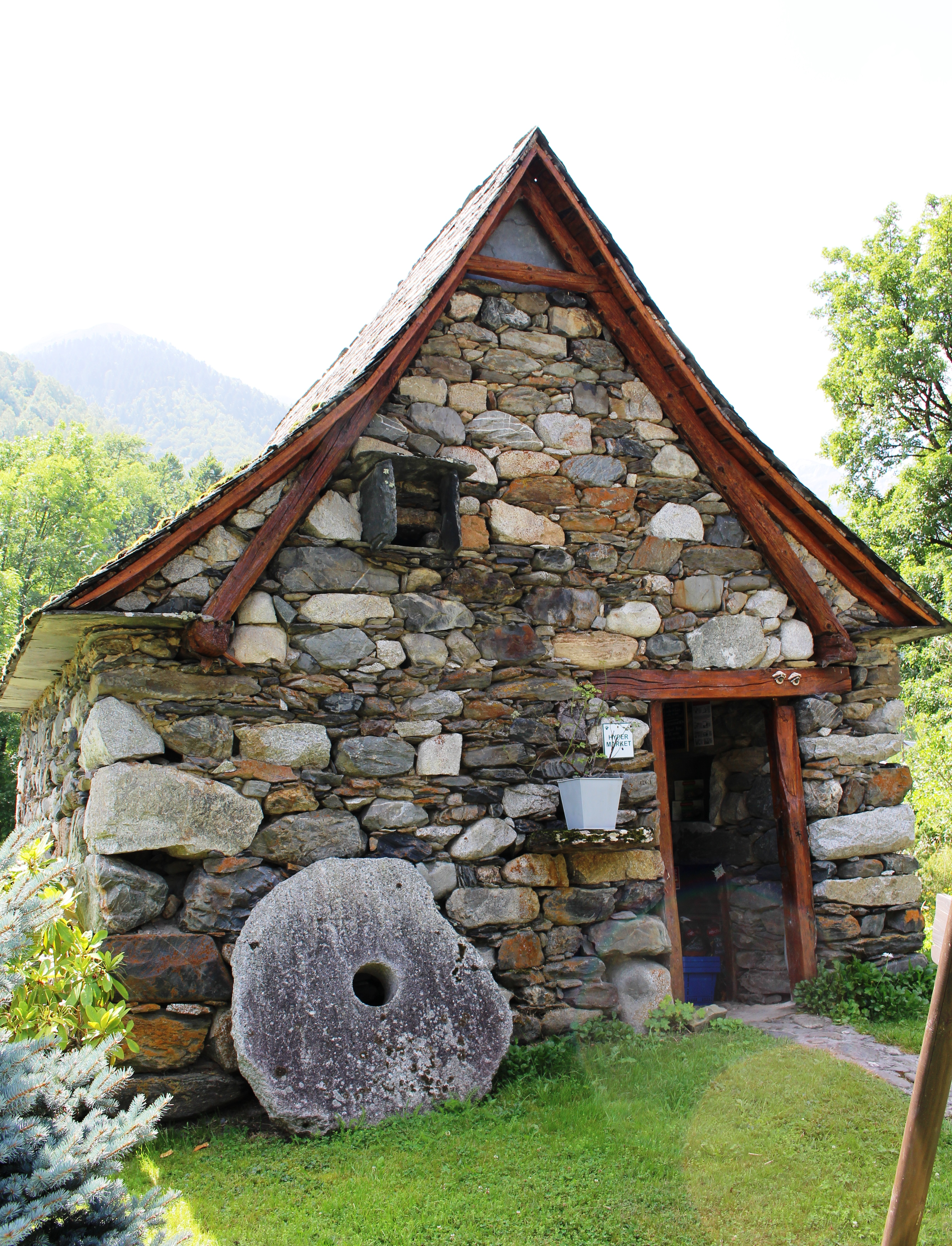
Moulin d'Estaing.